# Obolaria
- Commons
- Wikispecies

Obolaria L. é um género botânico pertencente à família Gentianaceae.

## Espécies
- Obolaria borealis
- Obolaria caroliniana
- Obolaria virginica
- Lista das espécies

## Classificação do gênero
| Sistema | Classificação                        | Referência               |
| ------- | ------------------------------------ | ------------------------ |
| Linné   | Classe Didynamia, ordem Angiospermia | Species plantarum (1753) |